# 武德镇
武德镇，是中华人民共和国河南省焦作市温县下辖的一个乡镇级行政单位。

## 行政区划
武德镇下辖以下地区：
武德镇村、西张计村、吴卜村、慕庄村、新村、宋冯蔺村、胡冯蔺村、田冯蔺村、马冯蔺村、北保丰村、广庄村、宋庄村、东张相村、西张相村、花园头村、西街村、中街村、北街村、东街村、南街村、亢村、西冷村、苏王村、东徐堡村、西徐堡村、大善台村和南善台村。